# 2660 Wasserman
2660 Wasserman је астероид главног астероидног појаса. Приближан пречник астероида је 10,35 ,
а средња удаљеност астероида од Сунца износи 2,617 астрономских јединица (АЈ).
Инклинација (нагиб) орбите у односу на раван еклиптике је 12,325 степени, а орбитални период износи 1546,424 дана (4,233 године). Ексцентрицитет орбите астероида износи 0,170.
Апсолутна магнитуда астероида износи 12,10 а геометријски албедо 0,238.
Астероид је откривен 21. марта 1982. године.